# NGC 21

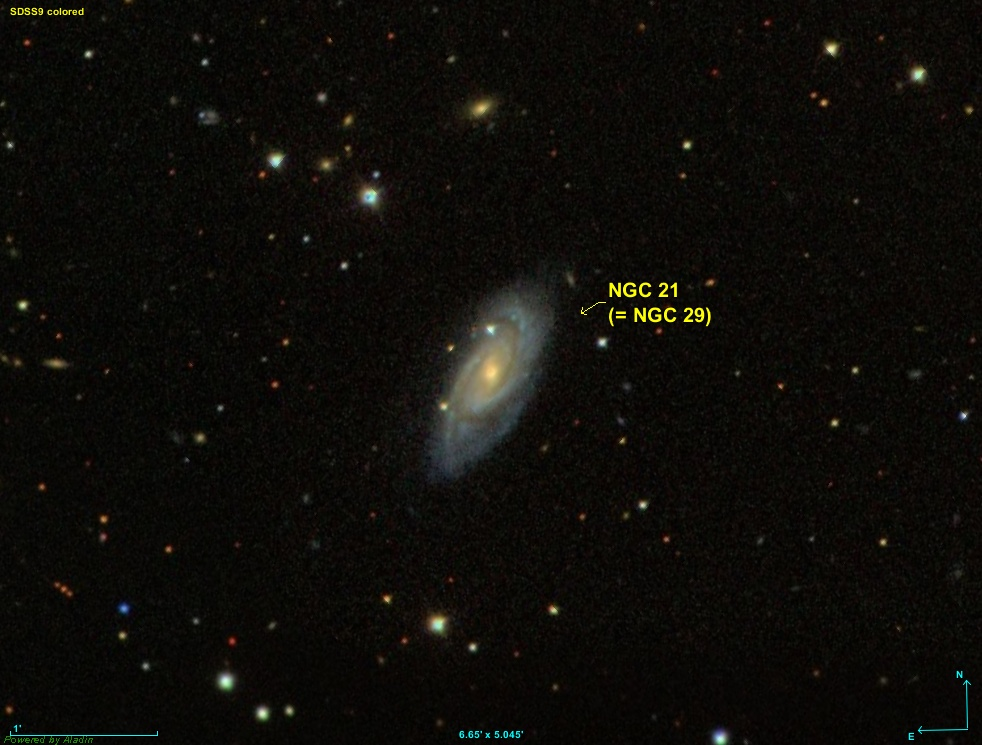
NGC 21

NGC 21是仙女座的一個漩渦星系。星等為12.8，赤經為10分47秒，赤緯為+33°21'7"。在1885年9月20日首次被發現。